# Енді Кінг (футболіст, 1956)
Ендрю Едвард Кінг або Енді Кінг (англ. Andrew Edward King, англ. Andy King; нар. 14 серпня 1956, Лутон, Бедфордшир — пом. 27 травня 2015, Лутон) — англійський професійний футболіст, який грав на позиції півзахисника.
Він провів 350 матчів і забив 92 голи у Футбольній лізі в 1970-х і 1980-х роках, а також грав за кордоном. Він двічі виступав у складі молодіжної збірної Англії. Після завершення кар'єри гравця мав тривалу тренерську кар'єру.

## Клубна кар'єра
Кінг народився в Лутоні, графство Бедфордшир. Почав свою кар'єру у клубі рідного міста під назвою «Лутон Таун», пройшовши всі дитячі та юнацькі команди й підписавши професійний контракт у липні 1974 року. Він перейшов у «Евертон» у квітні 1976 року за гонорар 35 тисяч фунтів стерлінгів і став улюбленцем публіки завдяки своїм чудовим навичкам у півзахисті та вмінні забивати голи. Зокрема, він забив вражаючий гол, вигравши перше мерсісайдське дербі «Евертона» за сім років у 1978 році.
Приєднався до «Квінз Парк Рейнджерс» у вересні 1980 року за 400 тисяч фунтів стерлінгів, дебютувавши за клуб у матчі проти «Шеффілд Венсдей». Загалом Кінг провів 30 матчів чемпіонату за «КПР», в яких забив 9 голів, перш ніж перейти у «Вест-Бромвіч Альбіон» у вересні 1981 року.
Кінг повернувся в «Евертон» у липні 1982 року на два сезони, згодом грав за голландський «Камбюр Леуварден», а потім за шведський «Еребру». У січні 1985 року приєднався до складу «Вулвергемптон Вондерерз».
Він повернувся до «Лутон Таун» у грудні того ж року, але зіграв лише три матчі в лізі, перш ніж перейти в «Олдершот» у серпні 1986 року.
Потім він підписав контракт з «Ков Рамблерс». Свій єдиний гол у Лізі Ірландії забив у День святого Патрика проти «Шемрок Роверс».

## Тренерська та управлінська кар'єра
Кінг був призначений граючим тренером ірландської команди вищого дивізіону «Вотерфорд Юнайтед» у січні 1989 року після того, як Пітер Томас пішов у відставку. Однак після двох матчів у лізі він залишив клуб за взаємною згодою.
У серпні 1993 року він був призначений менеджером «Менсфілд Таун». Він привів «Менсфілд» до плей-оф третього дивізіону в сезоні 1994–95, програвши в півфіналі «Честерфілду». Їм не вдалося розвити успіх у наступному сезоні, і Кінг пішов у липні 1996 року, після того, як «Менсфілд» фінішував на 19-му місці.
Пізніше він працював тренером і скаутом, а також розвідував «Сандерленд», коли під час закритого сезону 2000 року приєднався до «Свіндон Таун» як помічник менеджера під керівництвом свого колишнього товариша по команді «Евертон» Коліна Тодда. У листопаді 2000 року, після того, як Тодд пішов, щоб стати помічником менеджера «Дербі Каунті», Кінг став менеджером. У тому сезоні він зберіг статус «Свіндона» у другому дивізіоні, але його замінив колишній менеджер «Ліверпуля» Рой Еванс у червні 2001 року. Еванс залишався на посаді лише кілька місяців, а 20 грудня 2001 року Кінг був повторно призначений менеджером «Свіндона» після приходу нових власників клубу (включаючи колишнього жокея Віллі Карсона).
Пік його кар'єри в Свіндоні припав на сезон 2003—04 років, коли Суіндон вийшов у плей-офф Другого Дивізіону, але програв у серії післяматчевих пенальті «Брайтону» в півфіналі.
26 вересня 2005 року Кінг був звільнений «Свіндоном» після п'яти послідовних поразок, які залишили «Свіндон» другим з кінця таблиці в Першій футбольній лізі.
Потім він працював скаутом, поки 23 листопада 2006 року не був призначений менеджером «Грейс Атлетік». Однак 4 січня 2007 року він несподівано пішов у відставку з особистих причин.
Він був скаутом колишньої команди «Евертон», але 3 грудня 2007 року Кінг був призначений головним скаутом у команді Чемпіоншипу «Плімут Аргайл». Потім він був призначений головним скаутом «Колчестер Юнайтед» у 2010 році.
30 листопада 2011 року Кінг був призначений помічником менеджера Ейді Бутройда у Нортгемптон Таун.
Після звільнення Бутройда з посади менеджера Нортгемптона, Кінг був призначений на посаду тимчасового менеджера, а потім у лютому 2014 року перейшов до «Мілтон-Кінз Донз», щоб зайняти роль скаута.

## Смерть
Кінг помер у своєму будинку 27 травня 2015 року від серцевого нападу. Раніше він переніс серцевий напад у 2009 році. У нього залишилися дружина та дочка.